# Thyrée
Thyrée (en grec ancien : Θυρέα) est une cité grecque antique du Péloponnèse, sur les confins de l'Argolide et de la Laconie, près de la côte. Avec la plaine environnante appelée Cynurie ou Thyréatide, elle appartint d'abord aux Argiens et leur fut enlevée par les Lacédémoniens en 546 av. J.-C..